# Samantha Murrayová Sharanová
Samantha Dawn Murrayová Sharanová (rozená Murray, * 9. října 1987 Stockport) je britská profesionální tenistka. Ve své dosavadní kariéře na okruhu WTA Tour nevyhrála žádný turnaj. V rámci okruhu ITF získala čtyři tituly ve dvouhře a dvacet šest ve čtyřhře.
Na žebříčku WTA byla ve dvouhře nejvýše klasifikována v září 2013 na 165. místě a ve čtyřhře v červenci 2022 na 78. místě.

## Soukromý život
Narodila se roku 1987 v anglickém Stockportu do rodiny Davida a Catherine Murrayových. Má sestru Amandu a bratry Neila s Petrem, kteří hráli tenis na univerzitě v Bathu. Tenis začala hrát v pěti letech. Po maturitě na osmiletém gymnáziu v Altrinchamu vystudovala v letech 2006–2010 ekonomii na Severozápadní univerzitě v illinoiském Evanstonu. Jako třetí hráčka univerzity se v každém ze čtyř ročníků studia probojovala na finálový turnaj mistrovství ve dvouhře NCAA Singles Championship. Její celková bilance ve dvouhře činila 133–45 a ve čtyřhře 129–37.
V červenci 2019 se v Manchesteru vdala za indického tenistu Divije Šarana. Druhý obřad následoval v listopadu téhož roku v Novém Dillí. S britskými tenisty Jamiem a Andym Murraym není v příbuzenském vztahu.

## Tenisová kariéra
V rámci okruhu ITF debutovala v září 2004, když na turnaji v Manchesteru dotovaném 10 tisíci dolary prošla kvalifikačním sítem. V úvodním kole singlové soutěže uhrála jen tři gamy na krajanku Holly Bagshawavou ze sedmé světové stovky. Premiérový titul v této úrovni tenisu vybojovala během října 2005 na sardinském Quartu Sant'Elena, turnaji s rozpočtem 10 tisíc dolarů. Ve finále čtyřhry s Nizozemkou Kikou Hogendoornovou zdolaly Češky Simonu Dobrou a Renatu Kučerkovou po třísetovém průběhu.
Na okruhu WTA Tour debutovala červnovým AEGON Classic 2011 v Birminghamu po udělení divoké karty do dvouhry. Na úvod podlehla gruzínské tenistce Anně Tatišviliové figurující na sté osmnácté příčce žebříčku. Premiéru v hlavní soutěži nejvyšší grandslamové kategorie zaznamenala v ženském singlu Wimbledon 2013 opět díky divoké kartě. V úvodním kole však nenašla recept na světovou třiadevadesátku Camilu Giorgiovou, s níž prohrála již ve wimbledonské kvalifikaci 2011, při vůbec první účasti na grandslamech.

## Tituly na okruhu ITF
| Dotace turnajů okruhu ITF | Dotace turnajů okruhu ITF |
| ------------------------- | ------------------------- |
| 100 000 $ tournaments     | 80 000 $ tournaments      |
| 75 000 $ tournaments      | 60 000 $ tournaments      |
| 50 000 $ tournaments      | 25 000 $ tournaments      |
| 15 000 $ tournaments      | 10 000 $ tournaments      |

### Dvouhra (4 tituly)
| Č. | datum       | turnaj                               | povrch    | soupeřka ve finále     | výsledek      |
| -- | ----------- | ------------------------------------ | --------- | ---------------------- | ------------- |
| 1. | říjen 2012  | Glasgow, Velká Británie              | tvrdý (h) | Alison Van Uytvancková | 6–3, 2–6, 6–3 |
| 2. | říjen 2017  | Wirral, Velká Británie               | tvrdý (h) | Eden Silvaová          | 6–2, 6–2      |
| 3. | srpen 2019  | Chiswick, Velká Británie             | tvrdý     | Lesley Kerkhoveová     | 6–4, 6–4      |
| 4. | březen 2020 | Potchefstroom, Jihoafrická republika | tvrdý     | Marina Melnikovová     | 2–6, 6–2, 6–4 |

### Čtyřhra (26 titulů)
| Č.  | datum         | turnaj                               | povrch      | spoluhráčka              | soupeřky ve finále                           | výsledek         |
| --- | ------------- | ------------------------------------ | ----------- | ------------------------ | -------------------------------------------- | ---------------- |
| 1   | říjen 2005    | Quartu Sant'Elena, Itálie            | tvrdý       | Kika Hogendoornová       | Simona Dobrá Renata Kučerková                | 6–4, 4–6, 7–5    |
| 2.  | květen 2011   | Edinburgh, Velká Británie            | antuka      | Jade Windleyová          | Surina de Beerová Scarlett Wernerová         | 7–5, 4–6, [10–8] |
| 3.  | květen 2011   | Heráklion, Řecko                     | tvrdý       | Anna Fitzpatricková      | Amanda Elliottová Nicole Rottmannová         | 6–3, 6–2         |
| 4.  | červenec 2011 | Chiswick, Velká Británie             | tvrdý       | Jade Windleyová          | Lucy Brownová Francesca Stephensonová        | 6–4, 6–4         |
| 5.  | září 2011     | Alice Springs, Austrálie             | tvrdý       | Maria Fernanda Alvesová  | Brooke Rischbiethová Storm Sandersová        | 3–6, 7–5, [10–3] |
| 6.  | září 2011     | Darwin, Austrálie                    | tvrdý       | Maria Fernanda Alvesová  | Stephanie Bengsonová Tyra Calderwoodová      | 6–4, 6–2         |
| 7.  | leden 2012    | Glasgow, Velká Británie              | tvrdý (h)   | Anna Fitzpatricková      | Alexandra Walkerová Lisa Whybournová         | 6–2, 6–3         |
| 8.  | březen 2012   | Bath, Velká Británie                 | tvrdý (h)   | Emily Webleyová-Smithová | Lenka Juríková Katarzyna Piterová            | 4–6, 6–4, [10–5] |
| 9.  | srpen 2012    | Westende, Belgie                     | tvrdý       | Amy Bowtellová           | Steffi Distelmansová Magali Kempenová        | 6–3, 6–3         |
| 10. | leden 2013    | Preston, Velká Británie              | tvrdý (h)   | Jade Windleyová          | Tara Mooreová Melanie Southová               | 6–3, 3–6, [10–5] |
| 11. | duben 2016    | Šarm aš-Šajch, Egypt                 | tvrdý       | Despina Papamichailová   | Ola Abou Zekryová Jaqueline Cristianová      | 6–3, 6–2         |
| 12. | květen 2016   | Šarm aš-Šajch, Egypt                 | tvrdý       | Despina Papamichailová   | Nidhi Čilumulaová Rišika Sunkarová           | 3–6, 6–2, [10–1] |
| 13. | červenec 2016 | Lisabon, Portugalsko                 | tvrdý       | Emma Laineová            | Mathilde Armitanová Inês Murtová             | 7–6(7–5), 6–3    |
| 14. | říjen 2017    | Joué-lès-Tours, Francie              | tvrdý (h)   | Sarah Bethová Greyová    | Jaqueline Cristianová Elena-Gabriela Ruseová | 7–6(7–3), 6–3    |
| 15. | říjen 2017    | Wirral, Velká Británie               | tvrdý (h)   | Maia Lumsdenová          | Alicia Barnettová Laura Sainsburyová         | 6–4, 6–3         |
| 16. | srpen 2018    | Chiswick, Velká Británie             | tvrdý       | Freya Christieová        | Sarah Bethová Greyová Olivia Nichollsová     | 3–6, 7–5, [10–8] |
| 17. | září 2018     | Santarém, Portugalsko                | tvrdý       | Dasha Ivanovová          | Maria Masiniová Inês Murtaová                | 6–0, 1–6, [10–4] |
| 18. | září 2018     | Lisabon, Portugalsko                 | tvrdý       | Emma Laineová            | Michaëlla Krajiceková Tereza Martincová      | 7–5, 6–4         |
| 19. | září 2019     | Roehampton, Velká Británie           | tvrdý       | Anna Smithová            | Sarah-Rebecca Sekulicová Julia Wachaczyková  | 6–4, 6–3         |
| 20. | říjen 2019    | Cherbourg-en-Cotentin, Francie       | tvrdý (h)   | Naomi Broadyová          | Myrtille Georgesová Kimberley Zimmermannová  | 6–3, 6–2         |
| 21. | březen 2020   | Potchefstroom, Jihoafrická republika | tvrdý       | Fanny Stollárová         | Berfu Cengizová Paige Houriganová            | 6–1, 6–1         |
| 22. | září 2020     | Cagnes-sur-Mer, Francie              | antuka      | Julia Wachaczyková       | Paula Kaniová Katarzyna Piterová             | 7–5, 6–2         |
| 23. | říjen 2021    | Poitiers, Francie                    | tvrdý (h)   | Mariam Bolkvadzeová      | Audrey Albiéová Léolia Jeanjeanová           | 7–6(7–5), 6–0    |
| 24. | listopad 2021 | Nantes, Francie                      | tvrdý (h)   | Jessika Ponchetová       | Alicia Barnettová Olivia Nichollsová         | 6–4, 6–2         |
| 25. | únor 2022     | Altenkirchen, Německo                | koberec (h) | Mariam Bolkvadzeová      | Susan Bandecchiová Simona Waltertová         | 6–3, 7–5         |
| 26. | květen 2022   | Koper, Slovinsko                     | antuka      | Xenia Knollová           | Conny Perrinová Joanne Zügerová              | 6–3, 6–2         |